# Semiconductor Manufacturing International Corporation
Semiconductor Manufacturing International Corporation (SMIC) er en statsejet kinesisk mikrochipproducent med hovedkvarter i Shanghai. De fremstiller mikrochips på kontrakt for kunder, der outsourcer deres produktion. Statsejede Datang Telecom Group og China National Integrated Circuit Industry Investment Fund har aktiemajoriteten i SMIC.